# تالسينت
تقع قرية تالسينت (بالأمازيغية: ⵜⴰⵍⵙⵉⵏⵜ) في الجنوب الشرقي للمغرب وتنتمي جهويا إلى المغرب الشرقي وإداريا داخل الحدود الإدارية للجهة الشرقية بإقليم فجيج، تقدر مساحتها بحوالي 11000 كلم² إذ تمتد حدودها بين ميسور وأوطاط الحاج شمالا وبني تاجيت جنوبا ومن معتركة شرقا إلى كرامة غربا. بلدة تالسينت تأوي 7.601 نسمة (إحصاء 2004).

## إسم وتاريخ القرية
كانت منطقة تالسينت قديما عبارة عن مزارع متعددة يطلق على كل مزرعة اسم خاص: أفطن، أسرد... الخ ويوجد بها قصر غزوان فقط وهو أقدم قصر بالمنطقة مع بناءات ب «أَبيار» و«تبنظيرت» وهي قصور توجد غرب مركز تالسينت حاليا وهي قديمة الظهور. وكانت تالسينت تحمل اسم تانسيست أي منبع قليل المياه بالأمازيغية، وبمجرد أن تم بناء قصر جديد يحمل اسم تالسينت أطلق عليه اسم آخر وهو «قصر الحجر»، أما منطقة تالسينت فهي تُنعت ككل بالحوض ومع دخول المستعمر إلى المنطقة وبناء قاعدته أطلق عليها اسم تالسينت.

## التقسيم الإداري
إن الحديث عن منطقة تالسينت إحدى المراكز القروية الكبيرة التابعة لإقليم فكيك إذ يتواجد بها أغلب ساكنة هذا الإقليم، يجرنا بالضرورة إلى الحديث عن وضعها الإداري حيث قسمت سنة 1992 إلى ثلاث جماعات قروية وهي: جماعة تالسينت المركز، جماعة بومريم وجماعة بوشاون، ووجود المنطقة بأقصى شرق الأطلس الكبير جعل إطارها الطبيعي يعرف تنوعا. كما أن الجزء الجنوبي الغربي من الهضاب العليا ينتمي إلى المنطقة إداريا ويسمى بالظهرة.
تحتوي مدينة تالسينت على 11 حي رئيسي لها وهم حي تغرامت ،مركز تالسينت ،فيلاج طوبة ،حي اقرداس ،حي الرجاء في الله ،حي امرغيشن ،حي اسردن ،حي الساقية الحمراء، تجزئة المجد ،حي الكرابة و اخر حي هو الحي الجديد و هذا الاخير هو اهم و اكبر حي موجود في المدينة . اما بالنسبة للدواوير المجاورة لمدينة تالسينت نجد دوار ابيار و دوار الزاوية غرب المدينة ،ودوار عافية و ايت بوبكر على طريق مدينة بني تجيت ،و دوار تيغزراتين على طريق انوال ،و دوار غزوان على طريق ميسور.